# Lei assíria
A lei assíria, também conhecida como Leis Assírias Médias ou Código dos Assírios, foi um antigo código jurídico desenvolvido entre 1450 e 1 250 a.C. no Médio Império Assírio. Era muito semelhante à lei suméria e babilônica, embora as penalidades para ofensas fossem geralmente mais brutais. A primeira cópia do código que veio à luz, datada do reinado de Tiglate-Pileser I (r. 1114–1076 a.C.), foi descoberta durante as escavações da Sociedade Oriental Alemã (1903–1914).[carece de fontes?] Três coleções de leis assírias foram encontradas até hoje. Punições como o corte de orelhas e narizes eram comuns, como era no Código de Hamurabi, que foi composto vários séculos antes. O assassinato foi punido com a permissão da família para decidir a pena de morte para o assassino.

## Leis conjecturais
As leis listadas abaixo são trechos do Código dos Assírios. A lista está incompleta devido a algumas partes do código serem intraduzíveis ou irrecuperáveis. A grande maioria das regras listadas trata de relações/encontros sexuais entre homens e mulheres, como estupro e adultério. Mas algumas das regras dizem respeito ao divórcio e abuso doméstico. Grande parte da lei assíria gira em torno de luxúria, relação sexual, casamento e gravidez.
1. "Se uma mulher, seja a esposa de um homem ou a filha de um homem, proferir vulgaridade ou se entregar à palavras baixas, essa mulher carrega seu próprio pecado;  contra seu marido, seus filhos ou sua filha eles não terão nenhum direito."
2. "Se uma mulher levantar a mão contra um homem, eles a processarão; 30 minas de chumbo ela deve pagar, 20 golpes eles devem infligir nela."
3. "Se uma mulher em uma briga ferir o testículo de um homem, um de seus dedos será cortado. E se um médico o amarrar e o outro testículo que está ao lado dele for infectado por isso, ou sofrer dano; ou em uma briga ela ferir o outro testículo, eles devem destruir seus dois olhos."
4. "Se um homem levantar a mão contra a mulher de outro homem, tratando-a como uma criancinha, e eles provarem isso contra ele, e o condenarem, um de seus dedos será cortado. Se ele a beijar, seu lábio inferior com a lâmina de um machado eles puxarão para baixo e cortarão."
5. "Se a mulher de um homem estiver andando na estrada, e um homem a agarrar, diga-lhe: "Certamente terei relações sexuais com você", se ela não estiver disposta e se defender, e ele a pegar à força e estuprá-la, se o apanharem com a mulher de um homem, ou se por palavra da mulher que ele estuprou, os anciãos o processarão e o matarão. Não há punição para a mulher."
6. "Se a mulher de um homem sair de sua casa e visitar um homem onde ele mora, e ele tiver relações com ela, sabendo que ela é mulher de um homem, o homem e também a mulher eles matarão."
7. "Se um homem tiver relações com a mulher de um homem, quer numa estalagem, quer no caminho, sabendo que ela é mulher de um homem, conforme o homem de quem ela é mulher mandar fazer, farão ao adúltero. Se não sabendo que ela é esposa de um homem, ele a estupra, o adúltero fica livre. O homem deve processar sua esposa, fazendo com ela o que quiser."
8. "Se um homem pegar um homem com sua esposa, ambos serão mortos. Se o marido da mulher matar sua esposa, ele também matará o homem. Se ele cortar o nariz de sua mulher, ele transformará o homem em eunuco, e eles desfigurarão todo o seu rosto”.
9. "Se um homem tiver relações com a esposa de um homem por vontade dela, não há penalidade para esse homem. O homem aplicará à mulher, sua esposa, a penalidade que desejar."
10. "Se um homem disser à sua companheira: "Eles tiveram relações sexuais com sua esposa; Eu vou provar isso", e ele não pode provar isso, e não provar isso, nesse homem eles darão quarenta golpes, um mês de dias ele fará o trabalho do rei, eles o mutilarão, e um talento de chumbo ele deve pagar."
11. "Se um homem tiver relações com seu camarada, eles o transformarão em eunuco”.
12. "Se um homem ferir a filha de um homem e fazê-la deixar cair o que há nela, eles o processarão, o condenarão, dois talentos e trinta 'minas' de chumbo ele pagará, cinquenta golpes eles  infligir a ele, um mês ele trabalhará”.
13. "Se uma mulher estiver morando na casa de seu pai, e seu marido tiver morrido, qualquer presente que seu marido lhe deu - se houver filhos de seu marido, eles a receberão. Se não houver filhos do marido, ela o recebe."
14. "Se uma mulher estiver morando na casa do pai, mas foi dada ao marido, quer ela tenha sido levada para a casa do marido ou não, todas as dívidas, delitos e crimes do marido ela deve suportar como se ela também os cometeu. Da mesma forma, se ela estiver morando com seu marido, todos os crimes dele ela também suportará.
15. "Se uma mulher, que é viúva, entrar na casa de um homem, tudo o que ela trouxer - tudo é do marido dela. Mas se um homem entrar na casa de uma mulher, tudo o que ele trouxer - tudo é  a da mulher."
16. "Se um homem se divorciar de sua esposa, se ele quiser, ele pode dar-lhe algo; se ele não quiser, ele não precisa dar-lhe nada. Ela sairá vazia."
17. "Se as mulheres de um homem ou as filhas de um homem sairem à rua, suas cabeças devem ser cobertas. A prostituta não deve usar véu. As servas não devem usar véu. As prostitutas e as servas com véus terão suas roupas apreendidas e 50 golpes infligidos sobre elas e betume derramado em suas cabeças."
18. "Se uma mulher cujo marido morreu com a morte de seu marido não sair de sua casa, se seu marido não lhe deixou nada, ela habitará na casa de um de seus filhos. Os filhos de seu marido a sustentarão;  sua comida e sua bebida, como para uma noiva que eles estão cortejando, eles concordarão em prover para ela. Se ela for uma segunda esposa, e não tiver filhos, com um dos filhos de seu marido ela deverá morar e o grupo a sustentará. Se ela tiver filhos, seus próprios filhos a sustentarão e ela fará o trabalho deles. Mas se houver um entre os filhos de seu marido que se case com ela, os outros filhos não precisam sustentá-la."
19. "Se um homem ou uma mulher praticar feitiçaria, e forem pegos com ela em suas mãos, eles os processarão, eles os condenarão. O praticante de magia eles matarão."
20. "Se um homem ferir a esposa de um homem, em seu primeiro estágio de gravidez, e fazer com que ela deixe cair o que está nela, é um crime; dois talentos de chumbo ele deve pagar."
21. "Se um homem ferir uma prostituta e fizer com que ela deixe cair o que está nela, golpes por golpes eles lhe darão; ele fará restituição por uma vida."
22. "Se uma mulher por sua própria vontade deixar cair o que está nela, eles a processarão, eles a condenarão, eles a crucificarão, eles não a enterrarão. Se ela morrer por deixar cair o que está nela, eles a crucificarão, eles não a enterrarão”.
23. "Se uma virgem por sua própria vontade se entregar a um homem, o homem fará juramento, contra sua esposa não se aproximarão. O preço de uma virgem pagará o triplo. O pai fará com sua filha o que quiser."
24. "No caso de todo crime para o qual haja a pena de corte de orelha ou nariz ou ruína ou reputação ou condição, como está escrito, deve ser executado."
25. "A menos que seja proibido nas tabuletas, um homem pode bater em sua esposa, puxar seus cabelos, machucar ou furar sua orelha. Ele não comete nenhum crime com isso."